# Milan Hruška (politik)
Milan Hruška (* 18. března 1959) signatář Charty 77, člen Hnutí za občanskou svobodu, zakladatel Sdružení T.G. Masaryka a spoluzakladatel Občanského fóra byl český a československý politik, po sametové revoluci poslanec Sněmovny národů Federálního shromáždění za Občanské fórum, později za ODS.

## Biografie
K roku 1990 se profesně uvádí jako horník, VÚD Malé Svatoňovice, bytem Červený Kostelec.
V lednu 1990 zasedl v rámci procesu kooptací do Federálního shromáždění po sametové revoluci do české části Sněmovny národů (volební obvod č. 42 – Náchod, Východočeský kraj) jako bezpartijní poslanec, respektive poslanec za Občanské fórum. Mandát obhájil ve volbách roku 1990 za OF, po rozkladu Občanského fóra přešel do nově ustavené ODS. Opětovně byl zvolen za ODS ve volbách roku 1992. Ve Federálním shromáždění setrval do zániku Československa v prosinci 1992.
Vyučil se opravářem zemědělských strojů, pak pracoval jako horník. V květnu 1993 o něm opoziční politik Miloš Zeman prohlásil, že „s jistými obtížemi absolvoval sedm tříd základní školy“. Hruška se bránil soudně a soud Zemanovi nařídil omluvu a uhrazení pokuty 20 000 Kč. Ještě k roku 2000 se ale uvádí, že Miloš Zeman se dotyčnému neomluvil. Po konci mandátu poslance Federálního shromáždění v souvislosti se zánikem státu získal nový post. 1. června 1993 byl jmenován okresním ředitelem policie ČR v Náchodě. Krátce po jeho jmenování se ale objevily zprávy, že Hruška dříve dovezl několik automobilů ze zahraničí bez uhrazení cla. Tato informace však byla mylná. Milan Hruška osobní automobily řádně přihlásil k celnímu řízení, ale na základě tehdy platného Zákona o poslancích mu bylo vyměřeno clo ve výši 0 Kč. Milan Hruška se proti tomuto rozhodnutí Celního úřadu neodvolal, a tím byl od cla osvobozen. V důsledku mediální štvanice k 16. červenci 1993 zažádal o uvolnění ze své funkce. Nebylo totiž možné reagovat soudními žalobami na reportáže České televize nebo článek redaktorky Veselé, který byl plný lživých a neověřených informací. Redaktorka Veselá byla později panem Cibulkou propuštěna. V roce 2016 mu byl ministrem obrany udělen pamětní odznak účastníka odboje a odporu proti komunismu.